# Ivanhoe North
Ivanhoe North es una ciudad ubicada en el condado de Tyler en el estado estadounidense de Texas. En el Censo de 2010 tenía una población de 538 habitantes y una densidad poblacional de 115,98 personas por km².

## Geografía
Ivanhoe North se encuentra ubicada en las coordenadas 30°40′52″N 94°25′30″O / 30.68111, -94.42500. Según la Oficina del Censo de los Estados Unidos, Ivanhoe North tiene una superficie total de 4.64 km², de la cual 4.23 km² corresponden a tierra firme y (8.77%) 0.41 km² es agua.

## Demografía
Según el censo de 2010, había 538 personas residiendo en Ivanhoe North. La densidad de población era de 115,98 hab./km². De los 538 habitantes, Ivanhoe North estaba compuesto por el 93.87% blancos, el 2.23% eran afroamericanos, el 0.74% eran amerindios, el 0.19% eran asiáticos, el 0% eran isleños del Pacífico, el 1.67% eran de otras razas y el 1.3% pertenecían a dos o más razas. Del total de la población el 8.55% eran hispanos o latinos de cualquier raza.